# Arco Kolob

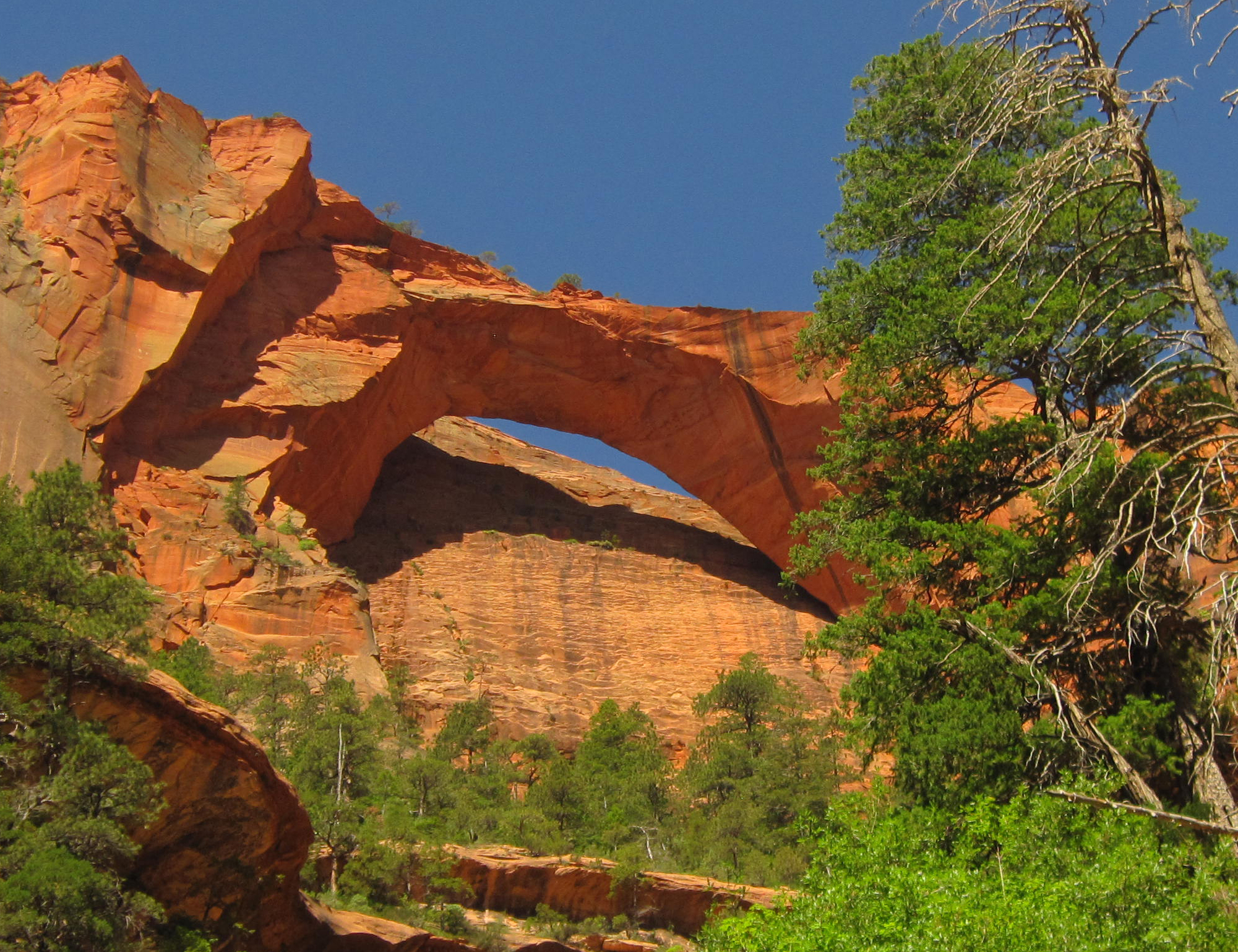
Arco Kolob.

El arco Kolob (del inglés: Kolob Arch) es un arco natural localizado en el Parque nacional Zion, en el estado de Utah, Estados Unidos. 
Según algunas fuentes, es el arco natural más largo del mundo. No obstante, los métodos de medición no son del todo fiables pues no hay una regla que establezca cómo se debe hacer. Aunque tres mediciones distintas han arrojado resultados dispares, la media de los resultados es una longitud de 89,6 metros. 
Sólo se puede acceder al arco a través de dos senderos de 11 kilómetros, lo que hace que el viaje de ida y vuelta se alargue 22 kilómetros y se tarden 9 horas en realizarlo. El arco está cerca de acantilados y debido a ello no se puede ver el cielo a través del arco. 